# セイム・ジェンダー・ラヴィング
セイム・ジェンダー・ラヴィング（英：Same-gender-loving）、あるいはSGLとは、活動家クレオ・マナゴによってつくられたアフリカ系アメリカ人のための造語であり、黒人社会内部において同性愛やバイセクシャルを表すための用語である。この用語は、黒人同性愛者のアイデンティティを肯定する言葉として、1990年代初頭に登場した。
SGLは、アフリカ系の人々の歴史や文化を文化的に肯定したり関わらないと認識されている、ヨーロッパ中心主義的な（例えばゲイやレズビアンといった）同性愛アイデンティティに代わる、アフロセントリックな用語のひとつとして受け入れられている。SGLという用語は一般的に、広範で重要かつ肯定的な個人的、社会的、政治的な目的と結果を持っている。SGLは「反ヘイト、反『反黒人アイデンティティ』であり[...]運動、哲学、そして枠組みである」として説明されてきた。
2004年に、主に黒人同性愛者団体から選ばれたアフリカ系アメリカ人男性を対象とした研究によると、うち12％がセイム・ジェンダー・ラヴィングを自認した一方、53％がゲイを自認していた。2000年度にアメリカ合衆国国内の9つの都市で開催された黒人ゲイ・プライド・フェスに参加した男性に対する調査でも同様の結果が見られた。回答者のうち、10％がセイム・ジェンダー・ラヴィングを、66％がゲイを、14％がバイセクシャルを自認していた。また、アメリカ国内の黒人の経済的に恵まれない若者は白人の若者と比べ、自身をゲイやレズビアン、あるいはトランスジェンダーと定義しない傾向にあることが2001年の研究によって明らかになった。
ナショナル・ブラック・メンズ・エクスチェンジ(英：The National Black Men's Xchange)は、アメリカ初にして最大規模の「セイム・ジェンダー・ラヴィング、ゲイ自認者、バイセクシャルのアフリカ系男性とアライの間で、健全な自己概念と行動、文化的肯定、批判的意識を促進するためのコミュニティベースの運動」と同団体を定義している。